# 斯特拉班
斯特拉班（英語：Strabane）是英國北愛爾蘭的一個鎮，位於蒂龍郡西部，是斯特拉班區的行政中心。斯特拉班大約有人口17,000人，是蒂龍郡的第二大城市，僅次於奧馬。1987年時，斯特拉班曾遭到洪水的侵襲。

## 外部連結
- Strabane District Council （页面存档备份，存于）
- Strabane History Society